# Lista över fågelrekord
Lista över rekord som omfattar dokumenterade företeelser bland vilda fåglar.

## Antal
- Flest – blodnäbbsvävare (Quelea quelea) en beräknad adult population på 1,5 miljarder individer.

## Storlek och anatomi
- Största - struts (Struthio camelus) bland den nordafrikanska underarten S. c. camelus kan hanarna bli upp till 2,75 meter långa och väga 156,5 kg.
- Minsta - bikolibri (Mellisuga helenae) en total längd på 57 mm (hane), varav hälften utgörs av näbb och stjärtfjädrar, och en vikt på 1,6 gram.
- Störst vingspann - vandringsalbatrossen (Diomedea exulans) en hane med vingbredden 3,6 meter infångades av besättningen på forskningsfartyget USNS Eltanin, den 18 september 1965, i Tasmanska havet.
- Flest fjädrar - sångsvan (Cygnus cygnus), har en fjäderdräkt med cirka 25 000–30 000 fjädrar.[1]
- Flest halskotor - svanar, (Cygnini) har 25 stycken.
- Längst näbb - australisk pelikan upp till 47 centimeter.
- Längst näbb i förhållande till kroppslängd - svärdnäbb (Ensifera ensifera) upp till 10,2 centimeter, vilket är längre än fågelns kroppslängd om man inte räknar med stjärtfjädrarna.

## Ålder
- Äldsta vilda fågeln – kungsalbatross, i Nya Zeeland som blev minst 105 år gammal.
- Äldsta vilda fågeln i Europa – mindre lira ringmärkt i Wales som blev minst 50 år gammal.[2]

## Flygning och hastighet
- Höjdflygning - fläckgam (Gyps rueppellii) kolliderade den 29 november 1973 med ett flygplan på 11 300 meters höjd över Abidjan, Elfenbenskusten.[3]
- Längst tid i luften - sottärna (Sterna fuscata) upp till 10 år medan den växer upp. Under denna period landar den bara några få gånger på vattnet.
- Högst hastighet - pilgrimsfalk (Falco peregrinus) som vid en störtdykning uppmättes till 320 km/h.[1]
- Snabbast planflykt - taggstjärtseglare (Hirundapus caudacutus), som klockats för en hastighet på 169 km/tim.[4]
- Snabbast på land - struts (Struthio camelus) kan springa i en hastighet på nära 70 km/h.[1]

## Vattenrelaterat
- Djupdykning - kungspingvin (Aptenodytes patagonicus) kan dyka till 300 meters djup och vara under vatten i 8 minuter.
- Snabbaste simmare under vatten - åsnepingvin (Pygoscelis papua) ungefär 27 km/h.

## Häckning
- Längst ruvningstid – malleehöna (Leipoa ocellata) upp till 90 dagar.
- Minsta boskål – kalliopekolibri (Selasophorus calliope) 2 centimeter i diameter.[1]
- Största boskål – vithövdad havsörn (Haliaeetus leucocephalus) nära St. Petersburg i Florida uppmättes ett bo 1963 som var 2,9 meter brett, 6 meter högt och en uppskattad vikt på över 2 ton.
- Största ägg – struts (Struthio camelus), 14 till 15 centimeter och väger cirka 2 kg.[1]
- Största ägg i förhållande till kroppsvikten – kivier (Apterygidae) lägger ett ägg som väger cirka en fjärdedel av sin kroppsvikt.[1]
- Minsta ägg – fekolibri (Mellisuga minima) två ägg som var mindre än 10 mm långa och vägde endast 0,365 gram respektive 0,375 gram.